# یواس‌اس آلویا (اس‌اس-۴۲۸)
یواس‌اس آلویا (اس‌اس-۴۲۸) (به انگلیسی: USS Ulua (SS-428)) یک زیردریایی بود که طول آن ۳۱۱ فوت ۹ اینچ (۹۵٫۰۲ متر) بود. این زیردریایی در سال ۱۹۴۶ ساخته شد.